# Ketel (keresztnév)
A Ketel török  eredetű régi magyar személynév, jelentése: állatot őrző, vezető vagy vezetékló.

## Gyakorisága
Az 1990-es években szórványos név, a 2000-es években nem szerepel a 100 leggyakoribb férfinév között.

## Névnapok
ajánlott névnap
- január 12.[2]

## Híres Ketelek
„Ketel” utónevű személyek szócikkeinek listája a Wikidata alapján